# Arthur Bloom
Arthur Bloom (* 19. April 1942 in Manhattan; † 28. Januar 2006 in Hudson, NY) war ein US-amerikanischer Fernsehregisseur und Gründer der Nachrichtensendung 60 Minutes.

## Leben
Bloom begann seine Karriere bei CBS in den 1960er-Jahren als Kurier. Später wechselte er als Sekretär in die Nachrichtenabteilung und wurde bald Mitglied der Directors Guild of America. Seine ersten Aufgaben als Regisseur erhielt er im Alter von 21 Jahren. Von 1962 bis 1965 arbeitete er bei WCBS-TV, dem CBS Sender in New York. 1966 wurde Bloom Regisseur von CBS News und 1968 wurde ihm als Regisseur und Produzent die Verantwortung für 60 Minutes übertragen. Bloom war insgesamt 45 Jahre beim Fernsehsender CBS beschäftigt und widmete die meiste Zeit der Nachrichtensendung 60 Minutes. Er beeinflusste einige der grundlegenden Elemente der Sendung, beginnend mit der berühmten tickenden Stoppuhr. Die Stoppuhr wurde im Abstand einiger Jahre in kaum wahrnehmbarer Weise aktualisiert. Bloom half auch das grafische Konzept für 60 Minutes als Magazin zu entwickeln und umzusetzen.
Bloom starb an Krebs und hinterließ seine Frau und zwei Kinder.

## Auszeichnungen
- 1973 – Directors Guild of America (DGA) – 60 Minutes
- 1976 – Directors Guild of America (DGA) – Berichterstattung Demokratische und Republikanische Versammlung
- 1995 – Directors Guild of America (DGA) – Lifetime Achievement Award in News Direction